# كينيث داربي
كينيث داربي (بالإنجليزية: Kenneth Darby)‏ هو لاعب كرة قدم أمريكية أمريكي، ولد في 26 ديسمبر 1982 في هنتسفيل في الولايات المتحدة.